# 조상혁 (축구 선수)
조상혁(趙上赫, 2004년 1월 23일 ~ )은 대한민국의 축구 선수로, 포지션은 센터포워드이다. 현재 K리그1 포항 스틸러스 소속이다.